# عزبة حسن على حمزة
قرية عزبة حسن على حمزة هي إحدى القرى التابعة لمركز كوم حمادة في محافظة البحيرة في جمهورية مصر العربية. حسب إحصاءات سنة 2006، بلغ إجمالي السكان في عزبة حسن على حمزة 411 نسمة، منهم 222 رجل و189 امرأة.